# Famille von Zitzewitz
 (septembre 2023).
Le contenu est difficilement compréhensible vu les erreurs de traduction, qui sont peut-être dues à l'utilisation d'un logiciel de traduction automatique.
La famille von Zitzewitz est une ancienne famille noble poméranienne de la tribu Kutzeke, dont la lignée commence, selon les documents, en 1168 avec le châtelain de Demmin (de) Dirsiko.

## Histoire
Les Zitzewitz, également appelés von Zittwitz, comptent longtemps, avec les Puttkamer et les Stojentin (de), parmi les familles les plus importantes de l'arrondissement de Stolp, où ils possèdent de vastes propriétés,.

### Premiers représentants
Dans un document datant de 1345, Martinus de Sitsovits est le premier membre de la famille à être nommé d'après le manoir de Zitzewitz du même nom, situé entre Stolp et Schlawe situé en Poméranie. Auparavant, il s'appelait Martin Kutzeke de Sanow. Les Kutzeke (Cusseke, Koske) sont encore mentionnés en 1393 avec Laurenz et Dereke Koske comme seigneurs de Kunsow, qui appartient ensuite à Peter von Zitzewitz (mort en 1410). En 1393, Laurenz Koske von Culsow est mentionné et en 1397, un Derseke Cusseke de Culsow. En 1401, Jarislaw, Lorenz et Bogislaus Kutzeke vendent le village Zu der Sawerze (Sageritz).

### Branches
Vers 1400, trois grandes lignées très ramifiées se sont formées avec les branches de Zitzewitz, Muttrin et Varzin, cette dernière s'étant éteinte en 1781.
Peter von Zitzewitz est propriétaire de Zitzewitz et Kussow à sa mort en 1410. Georg von Zitzewitz, né en 1585, devient le fondateur de la seconde branche de Zitzewitz-Zezenow. Après sa mort, Zitzewitz est divisé en domaines A et B, mais est resté dans la famille jusqu'en 1945.
Jarislaw von Zitzewitz, né vers 1360, est cité comme le premier seigneur de Muttrin, qui possède également de nombreux autres biens dans la région de Stolp, dont Budow. Il est tombé, avec Albert von Puttkamer, en 1410 lors d'un conflit frontalier avec les chevaliers de l'Ordre Teutonique. La branche de Muttrin fournit, avec Jacob von Zitzewitz (de) (vers 1507-1572), chancelier de Poméranie-Wolgast, un homme d'État important à l'époque de la Réforme.
Klaus von Zitzewitz, né vers 1460 à Muttrin, est considéré comme l'ancêtre de la seconde branche de Budow, qui divise plus tard le domaine de Budow en parts A et B. Il est l'un des plus anciens propriétaires de Budow.

### Récompenses et promotions
À l'occasion de la célébration des 600 ans de possession des domaines familiaux dans le bassin fluvial de la Stolpe et de la Wipper, la famille noble Zitzewitz se voit accorder par Guillaume II, le 16 octobre 1900 à Bad Homburg vor der Höhe, le droit de présentation à la chambre des seigneurs de Prusse.
En 1909, les Zitzewitz zu Zitzewitz reçoivent le titre de comte prussien en primogéniture avec Wilhelm von Zitzewitz (de) (1838–1925).

## Possessions
Au fil du temps, la famille acquit un patrimoine foncier imposant et possède encore plus de 30.000 hectares au début du XXe siècle.
Le siège ancestral, Zitzewitz, reste en possession de la famille depuis la première mention en 1345 jusqu'en 1945, tout comme Muttrin, Budow et Klein Gansen à partir de 1360. Depuis cette époque, Kottow est un bien secondaire, d'abord de Budow, puis de Muttrin. Goschen (aujourd'hui Goszczyno), voisin de Muttrin, ainsi que Groß Gansen sont déjà en possession des Zitzewitz avant 1410, Groß Gansen est plus tard divisé en deux avant-postes. En 1480, Beßwitz  est considéré comme un "très ancien fief" de la famille, d'autres anciens fiefs sont également Krien et à partir de 1440 Dumröse, qui restent également dans la famille jusqu'en 1945.
Varzin, voisin de Beßwitz, est mentionné pour la première fois en 1485 dans les mains de la famille et lui est resté, avec Jannewitz, jusqu'en 1692.
De 1656 à environ 1800, Notzkow est dans la famille et lui revient une nouvelle fois de 1908 à 1945.
En 1796, Zezenow et Dargeröse entrent dans la famille en tant que biens matrimoniaux et restent en leur possession jusqu'en 1945.
Le comte Wilhelm von Zitzewitz (de) (1838-1925) fonde en 1901 le fidéicommis de Zitzewitz-Gatz-Nitzlin en 1901 et est l'héritier de Zezenow. Il étend considérablement sa propriété à  Prebendow, Dargeröse, Schlackow, Krolow, Marsow, Görshagen, Vietzke (de), Klein Machmin, Schönwalde, Klein-Lüblow, Karlswalde et Pottack. Ses 17 domaines nobles couvrent au total 11500 ha. Son fils Heinrich construit un nouveau château à Zitzewitz et y aménage un parc.
Bornzin est acquis en 1841 et reste également dans la famille jusqu'à son expropriation en 1945.

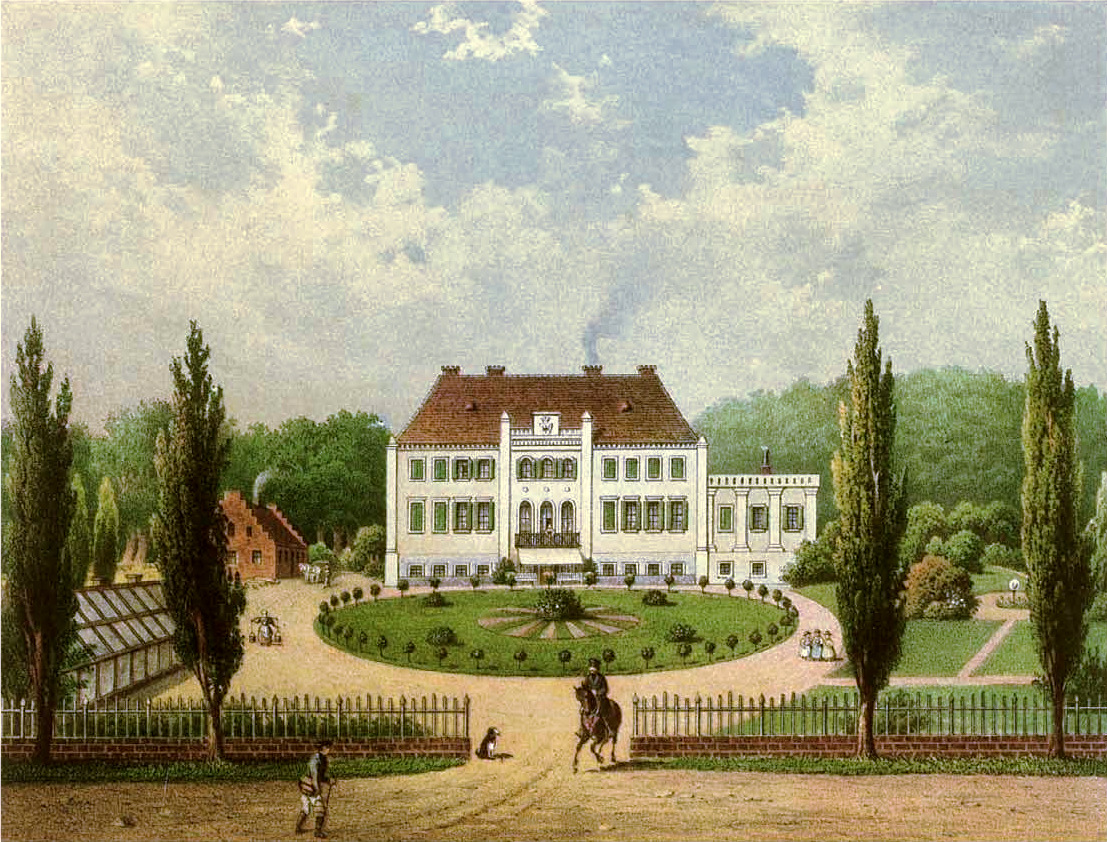
Besswitz (XVe siècle-1945)
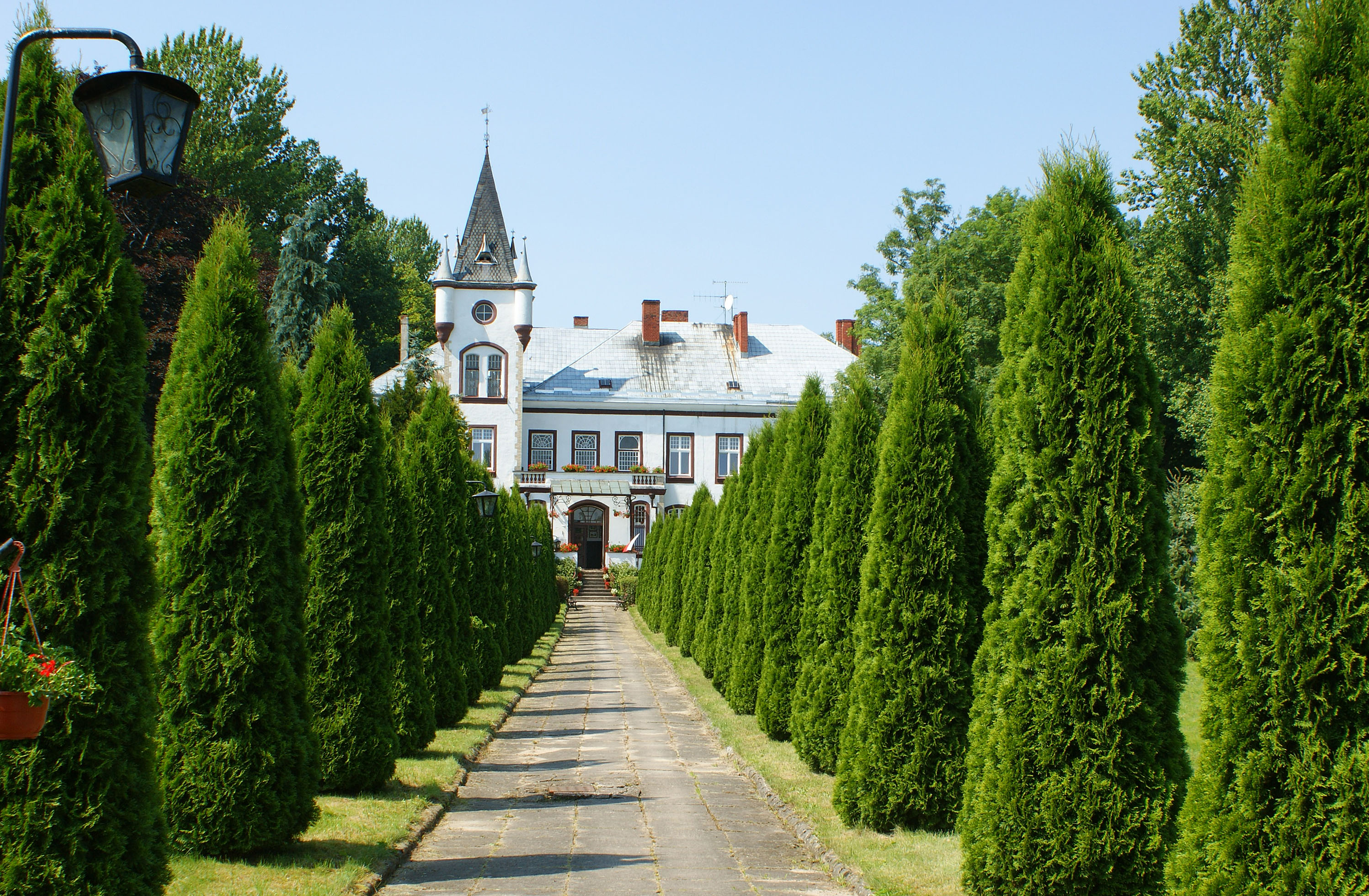
Notzkow (1656-vers 1800 et 1908-1945)
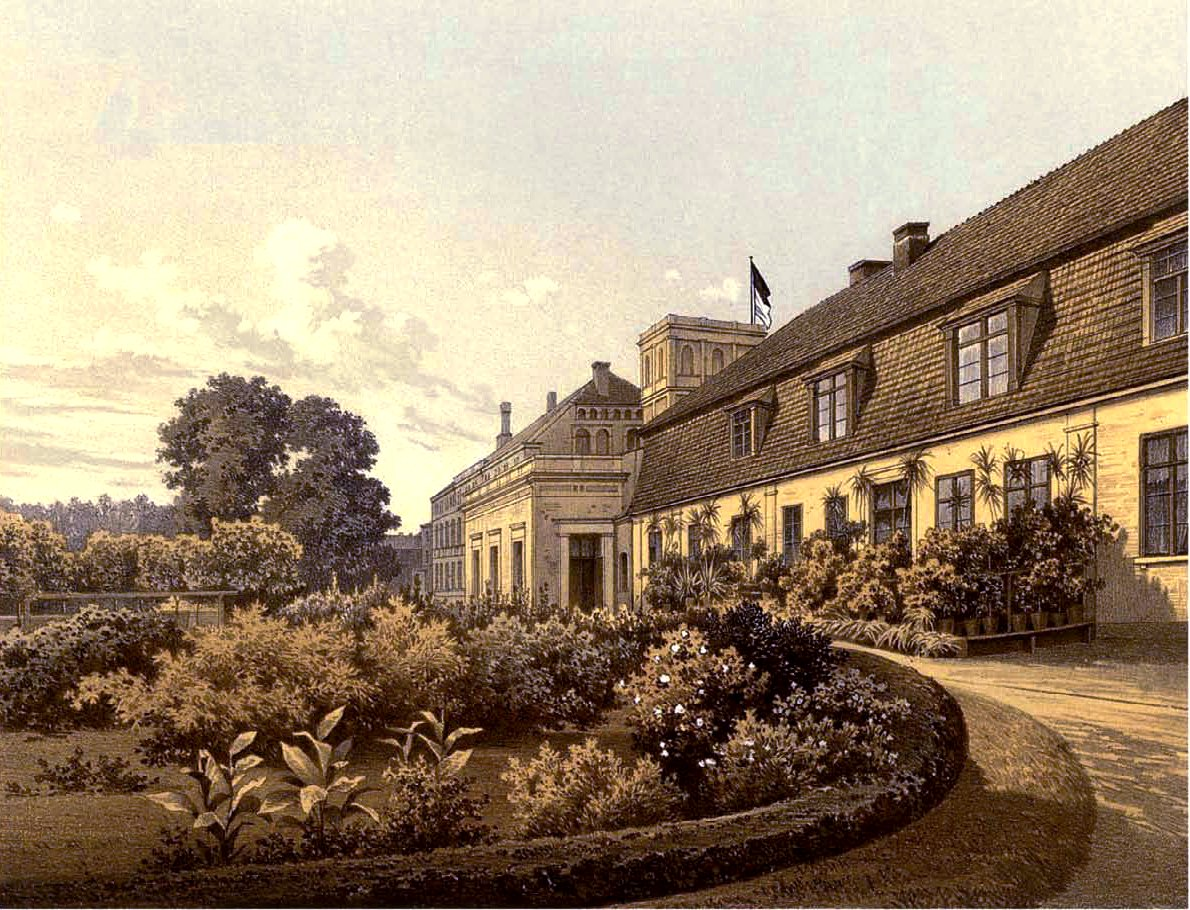
Zezenow (1796-1945)
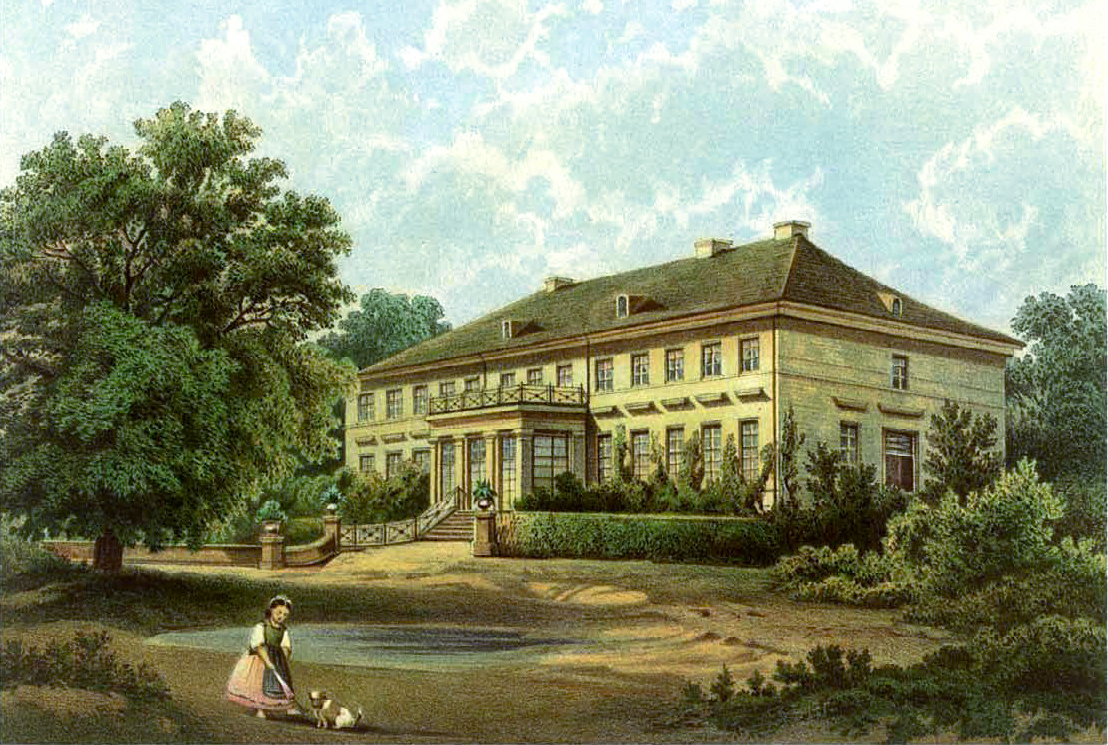
Bornzin (1841-1945)

## Blason

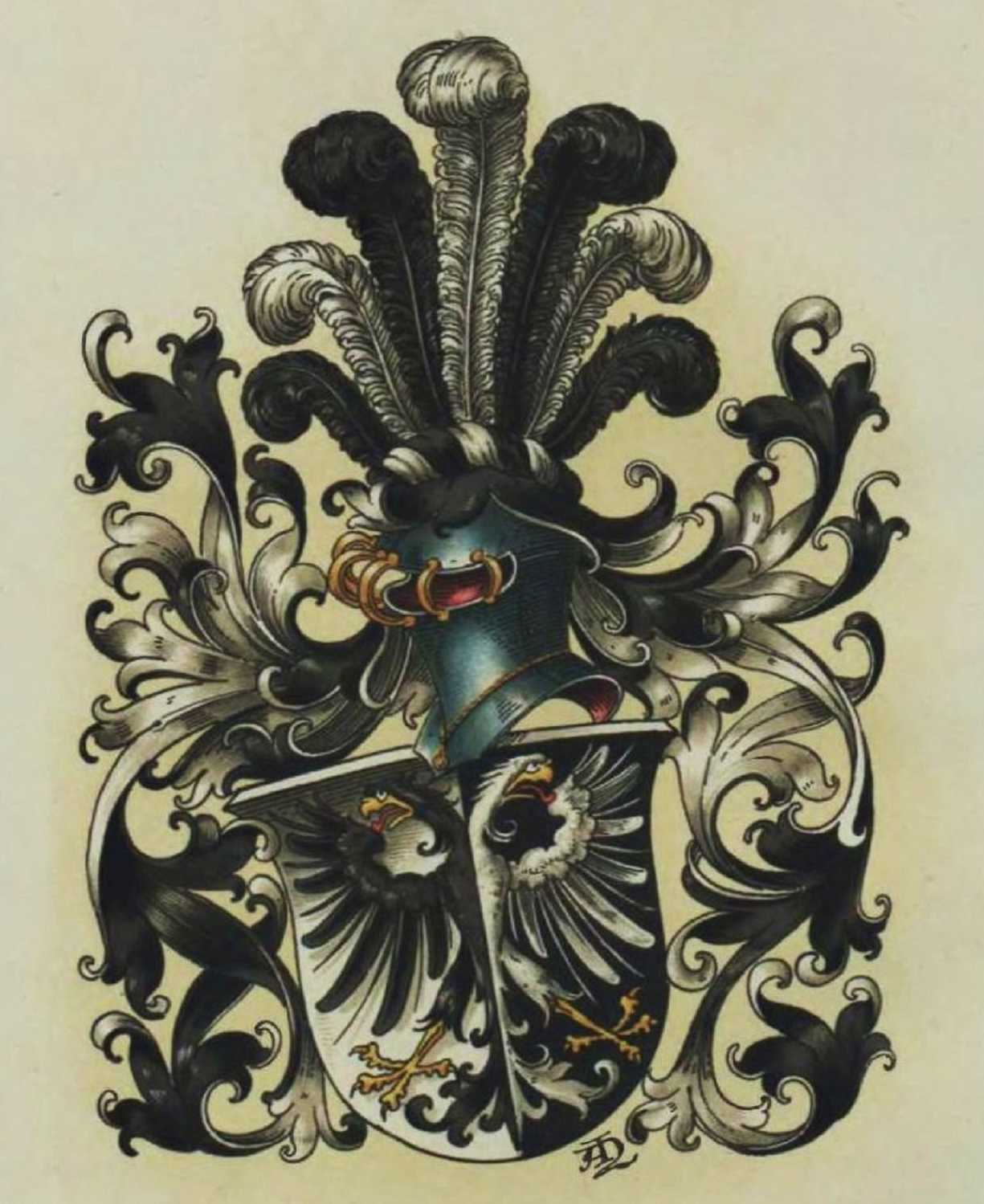
Armoiries de la famille von Zitzewitz/Zittwitz

Les armoiries familiales sont partagées entre le noir et l'argent, avec un aigle bicéphale armé d'or et de couleur confondue. Le casque, dont les lambrequins sont noir et argent, est orné de sept plumes d'autruche alternativement noires et argentées. Historiquement, il existe également des variantes avec une succession de couleurs inversées.
Les armoiries de la famille von Zitzewitz, qui ne sont pas toujours clairement conservées sur les anciens sceaux, sont parfois affichées en troisième ligne sous la forme d'un demi-aigle à droite et d'un demi-corbeau à gauche. Ils ont l'aigle bicéphale dans les armoiries de la tribu en commun avec leurs voisins et von Mitzlaff, qui leur sont voisins et dont la présence est attestée depuis 1389, et avec lesquels ils sont d'une même souche.

## Chambre des seigneurs de Prusse
Sur présentation de l'association de la famille von Zitzewitz, Albrecht von Zitzewitz (de), seigneur de Turzig et Gesifzig dans l'arrondissement de Rummelsburg, est nommé député à vie de la chambre des seigneurs de Prusse.

## Personnalités
- Albrecht von Zitzewitz (de) (1848-1917), propriétaire foncier, député de la chambre des seigneurs de Prusse
- Andreas von Zitzewitz (de) (né en 1960), manager
- Bert von Zitzewitz (de) (né en 1958), pilote de motocross et d'enduro
- Christian von Zittwitz (de) (né en 1943), éditeur
- Davide von Zitzewitz (de) (né en 1992), pilote de motocross et d'enduro
- Dirk von Zitzewitz (né en 1968), pilote de moto et d'automobile
- Ernst von Zitzewitz (de) (1835-1899), colonel prussien, propriétaire terrien et député de la chambre des seigneurs de Prusse
- Ernst von Zitzewitz (de) (1873-1945), propriétaire foncier et député de la chambre des seigneurs de Prusse
- Fee von Zitzewitz (de) (1943-2006), mannequin
- Friedrich von Zitzewitz (de) (1887-1940), juriste et administrateur de l'arrondissement d'Eupen et de l'l'arrondissement de Schlawe-en-Poméranie (de)
- Friedrich-Karl von Zitzewitz (de) (1863-1936), propriétaire foncier et député de la chambre des seigneurs de Prusse et du parlement provincial de Poméranie (de)
- Friedrich Karl von Zitzewitz-Muttrin (1888-1975), juriste, officier, propriétaire foncier et homme politique allemand (DNVP), député du Reichstag.
- Georg von Zitzewitz (de) (1892-1971), officier, propriétaire terrien et homme politique (DNVP), député du Reichstag.
- Heinrich von Zitzewitz (de) (1925-1998), artiste et auteur
- Henry Paul von Zitzewitz (de) (1876-1945), juriste, commissaire de police
- Jacob von Zitzewitz (de) (1507-1572), homme politique poméranien, chancelier
- Johann Boguslaw von Zitzewitz (de) (1724-1803), major général royal prussien
- Leopold Nicolaus George von Zitzewitz (de) (1761-1818), administrateur de l'arrondissement de Stolp
- Michael von Zitzewitz (de) (né en 1945), président de la direction de Messe Frankfurt
- Nikolaus von Zitzewitz (de) (1634-1704), juriste, à partir de 1677 abbé du monastère bénédictin de Huysburg (de)
- Paul von Zitzewitz (de) (1843-1906), propriétaire de manoir et député de la chambre des représentants de Prusse
- Peter Christoph von Zitzewitz (de) (1721-1800), major général royal prussien
- Philipp von Zitzewitz (de) (né en 1978), artiste de graffiti, cinéaste et journaliste
- Victor von Zitzewitz (de) (1908-1943), acteur
- Volker von Zitzewitz (de) (né en 1934), pilote d'enduro
- Wilhelm von Zitzewitz (de) (1838-1925), propriétaire terrien et député de la chambre des seigneurs de Prusse et du parlement provincial de Poméranie